# Académie de musique Karol Szymanowski de Katowice
Pour les articles homonymes, voir Académie (homonymie) et Académie de musique.
L'Académie de musique Karol Szymanowski de Katowice, en polonais : Akademia Muzyczna im. Karola Szymanowskiego w Katowicach (Conservatoire national supérieur de musique) est un établissement d'enseignement supérieur musical en Pologne. L’école a son siège à Katowice, en Haute-Silésie.

## Formations
Les études à l’Académie de musique Karol Szymanowski sont organisées en trois cycles : licence, magister, doctorat et habilitation. L’établissement est constitué de deux facultés et plusieurs départements :
- Faculté de composition, interprétation, éducation et jazz

Institut de jazz
Département composition, direction, théorie musicale
Département direction de chœurs
Éducation musicale
Musicothérapie
- Faculté vocale-instrumentale

Institut de Chant
Département Piano
Département Cordes
Département Musique de Chambre
Département Orgue et Musique sacrée
Département Clavecin et Musique ancienne
Département Instruments à vent et Percussion
Département Accordéon
Département Guitare et Harpe
L'établissement prépare aux métiers de musicien interprète, de chef d’orchestre ou de chœurs, de compositeur, d’enseignant en musique, tout en privilégiant le travail d’ensemble et les activités de diffusion et favorise l’accès à une culture musicale ouverte.

## Anciens étudiants
Plusieurs anciens étudiants de l’Académie de musique Karol Szymanowski occupent des postes dans un grand nombre d'institutions culturelles dans le monde entier.
Liste des étudiants les plus connus:
- Compositeurs : Michał Spisak, Wojciech Kilar, Henryk Mikołaj Górecki, Witold Szalonek, Józef Świder, Jan Wincenty Hawel, Edward Bogusławski, Eugeniusz Knapik, Aleksander Lasoń
- Chefs d'orchestre : Karol Stryja, Zdzisław Szostak, Napoleon Siess, Renard Czajkowski, Jan Wincenty Hawel, Mirosław Jacek Błaszczyk, Jan Wojtacha, Czesław Freund
- Pianistes : Tadeusz Żmudziński, Lidia Grychtołówna, Józef Stompel, Andrzej Jasiński, Kazimierz Morski, Wiesław Szlachta, Monika Sikorska-Wojtacha, Jerzy Sterczyński, Krystian Zimerman, Joanna Domańska, Krzysztof Jabłoński, Magdalena Lisak, Zbigniew Raubo, Anna Górecka, Wojciech Świtała, Beata Bilińska, Barbara Karaśkiewicz, Przemysław Lechowski, Wojciech Waleczek, Szczepan Kończal
- Chambristes : Maria Szwajger-Kułakowska, Urszula Stańczyk, Urszula Musialska, Marek Moś
- Organistes : Irma Thenior-Janecka, Julian Gembalski
- Violonistes : Andrzej Grabiec, Aureli Błaszczok, Beata Warykiewicz-Siwy, Adam Taubitz, Adam Musialski, Kazimierz Skowronek, Szymon Krzeszowiec
- Violoncellistes : Bernard Polok, Paweł Głombik
- Hautboïstes : Jerzy Kotyczka, Edward Mandera, Tomasz Miczka
- Saxophonistes : Maciej Sikała, Jakub Raczyński, Krzysztof Kapel
- Clarinettistes : Paweł Roczek, Andrzej Janicki
- Bassonnistes : Paweł Podleśka, Kazimierz Siudmak, Wiktor Osadzin
- Trombonistes : Roman Siwek, Jan Górny
- Cornistes : Józef Brejza, Alfred Kasprzok, Wiesław Grochowski
- Accordéonistes : Marek Andrysek, Marcin Wyrostek
- Guitaristes : Marek Nosal, Marcin Dylla, Beata Będkowska-Huang
- Chanteurs, Artiste lyrique : Irena Lewińska, Jadwiga Romańska, Krystyna Szostek-Radkowa, Irena Torbus-Mierzwiak, Michalina Growiec, Stanisława Marciniak-Gowarzewska, Jolanta Wrożyna, Piotr Beczała
- Musiciens jazz et pop : Andrzej Zubek, Krystyna Prońko, Stanisław Sojka, Lora Szafran, Wojciech Niedziela, Jacek Niedziela, Bernard Maseli, Jerzy Główczewski, Janusz Brych, Tomasz Szukalski, Patrycja Gola, Andrzej Daniewicz, Paweł Golec, Łukasz Golec, Ania Szarmach, Anna Serafińska, Anna Sochacka, Anna Stępniewska, Mieczysław Szcześniak, Kuba Badach, Grzegorz Jabłoński, Bartek Królik, Marcin Ułanowski, Gosia Stępień, Łukasz Sztaba, Michał Grott, Kasia Cerekwicka, Janusz Szrom Hania Stach
- Quatuor Silésien : Szymon Krzeszowiec, (violon I), Arkadiusz Kubica, (violon II), Łukasz Syrnicki, (alto), Piotr Janosik, (violoncelle)

## Localisation
L'Académie de musique Karol Szymanowski dispose de cinq bâtiments. Le plus ancien, un beau bâtiment néo-gothique, a été construit à la fin du XIXe siècle (33, rue Wojewódzka). Il est relié à un bâtiment moderne (projeté par l'architecte Tomasz Konior) qui contient une salle de concert à 480 places par un vaste patio. Outre la salle de concert, dans ce bâtiment il y a l’une des plus grandes bibliothèques musicales de Pologne, une salle destinée à la musicothérapie, un studio pour la musique électronique et un restaurant. Le patio est aussi relié à un autre bâtiment ancien : au 3, rue Zacisze, où se trouvent les bureaux des autorités de l’Académie de musique.
Les deux autres bâtiments se trouvent au 5, rue Zacisze et 27, rue Krasiński.

## Relations internationales
L'Académie de musique Karol Szymanowski participe à de différents projets musicaux avec l'université de Louisville - School of Music (États-Unis), Institut pédagogique de musique Zoltán Kodály à Kecskemét (Hongrie) et le département de musicologie de l'université Palacký d'Olomouc (République tchèque) en termes d'échange d'étudiants et de membres de la faculté. Les institutions travaillent sur des projets communs et préparent des concerts en Pologne et ailleurs.
Dans le cadre du programme Socrates-Erasmus, l’Académie de musique coopère avec les écoles suivantes :
- en Autriche :

Université de musique, Graz
Mozarteum, Salzbourg
Université de musique, Vienne
- En Belgique :

Erasmushogeschool, Bruxelles
- En Tchéquie :

Académie des arts, Prague
Université Palacký, Olomouc
- Au Danemark :

Conservatoire royal de musique, Aarhus
Académie royale danoise de musique, Copenhague
Conservatoire de musique, Copenhague
- En Finlande :

Oulu Université des sciences
- En France :

conservatoire à rayonnement régional de Rennes,
Conservatoire national supérieur de musique et de danse de Lyon,
- En Grèce :

Université de Macédoine, département de musique et des arts, Salonique
- En Espagne :

École supérieure de musique de Catalogne, Barcelone
- Aux Pays-Bas :

Conservatoire royal, La Haye
Hogeschool Zuyd, Maastricht
Codarts Université d'Éducation artistique professionnelle, Rotterdam
- En Irlande :

Académie royale irlandaise de musique, Dublin
- En Allemagne :

Hochschule für Künste, Brême
Hochschule für Musik, Francfort-sur-le-Main
Hochschule für Musik, Hanovre
Musikhochschule, Hambourg
Musikhochschule, Lübeck
Hochschule für Musik und Theater, Munich
Staatliche Musikhochschule, Stuttgart
Staatliche Hochschule für Musik, Trossingen
Hochschule für Musik, Weimar
- En Slovaquie :

École supérieure des arts de la scène de Bratislava (Vysoká škola múzických umení v Bratislave, VŠMU), Bratislava
- En Slovénie :

Université de Ljubljana, Académie de musique
- En Italie :

Conservatorio di Musica, Frosinone
Conservatorio di Musica, Trieste
- Au Royaume-Uni :

Guildhall School of Music and Drama, Londres
Royal Scottish Academy of Music and Drama, Glasgow